# Tetrapedia peckoltii
Tetrapedia peckoltii är en biart som beskrevs av Heinrich Friese 1899. Tetrapedia peckoltii ingår i släktet Tetrapedia och familjen långtungebin. Inga underarter finns listade i Catalogue of Life.